# Сэндифорд-Артест, Метта
Метта Сэндифорд-Артест (англ. Metta Sandiford-Artest; до сентября 2011 года — Рональд (Рон) Уильям Артест-младший (англ. Ronald (Ron) William Artest, Jr.); до мая 2020 Метта Уорлд Пис (англ. Metta World Peace); род. 13 ноября 1979 года, Куинс, Нью-Йорк) — американский профессиональный баскетболист. В 2004 году получил награду лучшего оборонительного игрока НБА. В том же году поучаствовал в массовой драке между игроками команды «Индиана Пэйсерс», за которую выступал Метта, и болельщиками «Детройт Пистонс», за что был дисквалифицирован до конца сезона. В октябре 2006 года он выпустил свой первый (и пока единственный) музыкальный альбом в стиле хип-хоп, названный My World.

## Карьера

### Ранние годы
Рон Артест родился и вырос в районе Куинсбридж, Куинс, Нью-Йорк. На школьном уровне он выступал за баскетбольную команду Академии Ласалль, а на уровне колледжа — за Университет Святого Иоанна (Нью-Йорк). На драфте 1999 года Артеста под номером 16 выбрала команда «Чикаго Буллз». В 2002 году Артеста вместе с Роном Мерсером, Брэдом Миллером и Кевином Олли обменяли в «Пэйсерс» на Джалена Роуза, Трэвиса Беста, Нормана Ричардсона и более высокое место во втором раунде драфта. На сегодняшний день Метта(Артест) считается одним из лучших игроков оборонительного плана в НБА, и в сезоне 2003/2004 это было официально подтверждено награждением Артеста званием лучшего оборонительного игрока НБА.
При всём своём мастерстве Артест часто становился объектом критики за своё скандальное вызывающее поведение. На одну из тренировок «Пэйсерс» он явился в халате. В начале сезона 2004/2005 главный тренер «Пэйсерс», Рик Карлайл, два матча не выпускал Артеста на площадку за то, что игрок попросил у него отпуск на месяц, сославшись на сильную усталость после раскрутки ритм-энд-блюзового альбома группы Allure, который был выпущен принадлежащим ему лейблом. Артеста дисквалифицировали на три игры в 2003 году за то, что он сломал телевизионную камеру в «Медисон-сквер-гарден» в Нью-Йорке, и ещё на четыре игры за стычку с главным тренером «Майами Хит», Пэтом Райли, в том же году. После того, как пресса неоднократно критиковала его, Ворлд Пис решил ещё больше упрочить свой имиджа плохого парня и в начале сезона 2004/2005 сменил свой командный номер. До этого он выступал под номером 23, как дань уважения игравшему под этим номером легендарному игроку НБА, Майклу Джордану. Но сезон 2004/05 он начал под номером 91, под которым во второй половине 1990-х играл Деннис Родман, хороший защитник, неоднократно получавший звание лучшего оборонительного игрока лиги, и весьма скандальный игрок. После дисквалификации до конца сезона за драку с болельщиками «Детройт Пистонс», Артест вернул себе 15-й номер, под которым проиграл большую часть своей баскетбольной карьеры (хотя после перехода в «Сакраменто Кингз» он сменил номер на 93).

### Драка между «Пэйсерс» и «Пистонс»
19 ноября 2004 года Артест стал центральной фигурой в самой известной драке в истории НБА.
Игра проходила в Оберн-Хилс, штат Мичиган, где «Пэйсерс» Артеста встречалась с местной командой «Детройт Пистонс». Драка началась после того, как Артест сфолил на центровом хозяев Бене Уоллесе, который в ответ грубо толкнул обидчика. После этого завязалась перебранка между игроками обеих команд. Артест отошёл к боковой линии, выкрикивая оскорбления в адрес Уоллеса, и собирался дать интервью для радиостанции. В ответ на грубость Уоллес швырнул в Рона полотенце, а следом один из болельщиков «Пистонс» Джон Грин поддержал капитана любимой команды и бросил в Артеста стакан с пивом. Разгневанный Артест полез на трибуны, чтобы дать сдачи (при этом он не понял, кто именно бросил кружку, и набросился с кулаками на совершенно постороннего болельщика). В результате завязалась серьёзная драка между болельщиками «Пистонс» и несколькими игроками «Пэйсерс». Вернувшись на площадку, Рон ударил ещё одного болельщика хозяев, который насмехался над ним. Из-за драки игра была остановлена за 1 минуту до своего окончания. В результате комиссар НБА наказал Артеста и двух его партнёров по команде (Джермейн О’Нил и Стивен Джексон) длительной дисквалификацией, а Бен Уоллес был отстранён от баскетбола на 6 игр.
21 ноября комиссия НБА постановила, что дисквалификация Артеста продлится до конца сезона (73 игры плюс 13 матчей плей-офф), что стало самой продолжительной дисквалификацией в истории НБА для случаев, не связанных с употреблением допинга и махинаций с договорными играми. Ещё восемь игроков (четыре из «Пэйсерс» и четыре из «Пистонс») были отлучены от баскетбола на разные сроки, от одной до тридцати игр. Все замешанные в инциденте игроки «Индианы» должны были выплатить штрафы и заниматься общественными работами. Нескольким болельщикам «Детройта» навсегда запретили входить на арену «Пэлас оф Оберн-Хиллс». Из-за своей дисквалификации Артест потерял около 5 миллионов долларов зарплаты. После этой драки в одном из интервью каналу ESPN он заявил, что хотел бы встретиться с Беном Уоллесом на боксёрском ринге.

### Последствия и обмен
В начале сезона 2005/2006 Артест попросил руководство «Индианы Пэйсерс» обменять его в другую команду. Это пожелание игрока стало полной неожиданностью для его партнёров. «Мы чувствовали разочарование, чувствовали, что нас предали», — прокомментировал ситуацию форвард «Пэйсерс» Джермейн О’Нил. Президент команды Ларри Бёрд также употребил в своём комментарии слова «разочарование» и «предательство».
24 января 2006 года источники в НБА подтвердили, что «Сакраменто Кингз» и «Индиана Пэйсерс» договорились об обмене Рона Артеста на Предрага Стояковича. Однако перед тем, как сделка всё-таки состоялась, в прессе появилась информация о том, что Артест сообщил руководству своей команды о своём нежелании переезжать в Сакраменто. Агент Артеста сообщил, что Рон изначально попросил обменять его в другой клуб как раз из-за того, что расстроился из-за ходивших перед началом сезона слухов о его обмене на Стояковича. Слова своего агента Артест не опроверг, однако заявил, что готов играть где угодно, и 25 января официально стал игроком «Кингз».

### Сакраменто

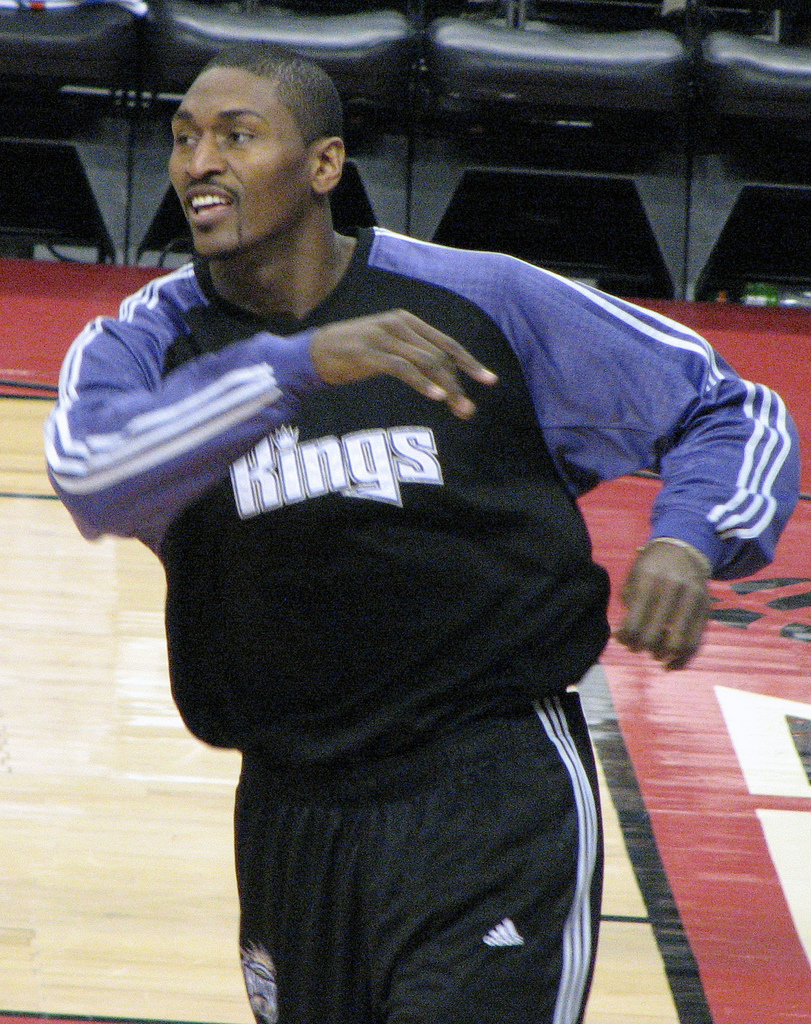
Рон Артест в «Сакраменто Кингз»

Хотя Артест пришёл в «Кингз» уже по ходу сезона, он быстро нашёл своё место в команде и укрепил её защитные порядки. Многие боялись, что его резкий характер станет проблемой для команды, однако Рон хорошо уживался с партнёрами и главным тренером Риком Адельманом. После прихода Артеста в конце января 2006 года «Сакраменто Кингз» показали самую лучшую серию за весь сезон из 14 побед и 5 поражений. В итоге команда добилась восьмого места в Западной Конференции, после чего канал ESPN прокомментировал: «Рон Артест вдохнул новую жизнь в „Сакраменто Кингз“ и вернул команде шансы на попадание в плей-офф». Fox Sports также превозносил заслуги игрока: «Артест вернул „Кингз“ в борьбу за плей-офф».
Во второй игре первого раунда плей-офф против «Сан-Антонио Спёрс» Артест был удалён с площадки за неспортивное нарушение (удар локтем в голову) против Ману Жинобили. Кингз проиграли «Спёрс» в 6-матчевой серии.
После плей-офф Артест предложил отдать всю свою зарплату, лишь бы удержать в команде Бонзи Уэллса, который по окончании сезона становился свободным агентом. Он даже в шутку пообещал убить Уэллса, если тот не продлит контракт с «Кингз». Однако Уэллс перешёл в «Хьюстон Рокетс». Также Артест предложил отдать свою зарплату, чтобы удержать в команде тренера Рика Адельмана, чей контракт также заканчивался, но и Адельман покинул Сакраменто.
В середине августа 2006 года Артест выполнил часть общественных работ, назначенных ему ассоциацией, проводя воспитательные беседы с детьми Детройта. Однако журналисты вновь его раскритиковали за нежелание признать свою неправоту в скандальной драке двухлетней давности, а также за то, что он рассказал детям о своём прошлом, в котором он продавал кокаин после развода родителей (Рону было тогда 13 лет).
В сезоне 2006/2007 Рон Артест изъявил желание покинуть Сакраменто, в основном из-за конфликта с лидером «Кингз» Майком Бибби и новым тренером Эриком Массельманом. Считалось, что услугами Артеста воспользуется «Лос-Анджелес Клипперс» и обменяет его на Кори Маггетти. Однако генеральный менеджер «Клипперс», Элгин Бэйлор, заявил в интервью Los Angeles Times «Всё, что касается Рона Артеста — это дохлый номер. Мы не ведём переговоров с Сакраменто о переходе Артеста… этого не случится».
5 марта 2007 года Рон Артест был арестован полицией по обвинению в домашнем насилии. Генеральный директор «Сакраменто Кингз» Джефф Петри исключил баскетболиста команды до выяснения обстоятельств. 10 марта «Кингз» объявили, что Артест вернётся в команду, пока его дело рассматривается в суде.

### Хьюстон

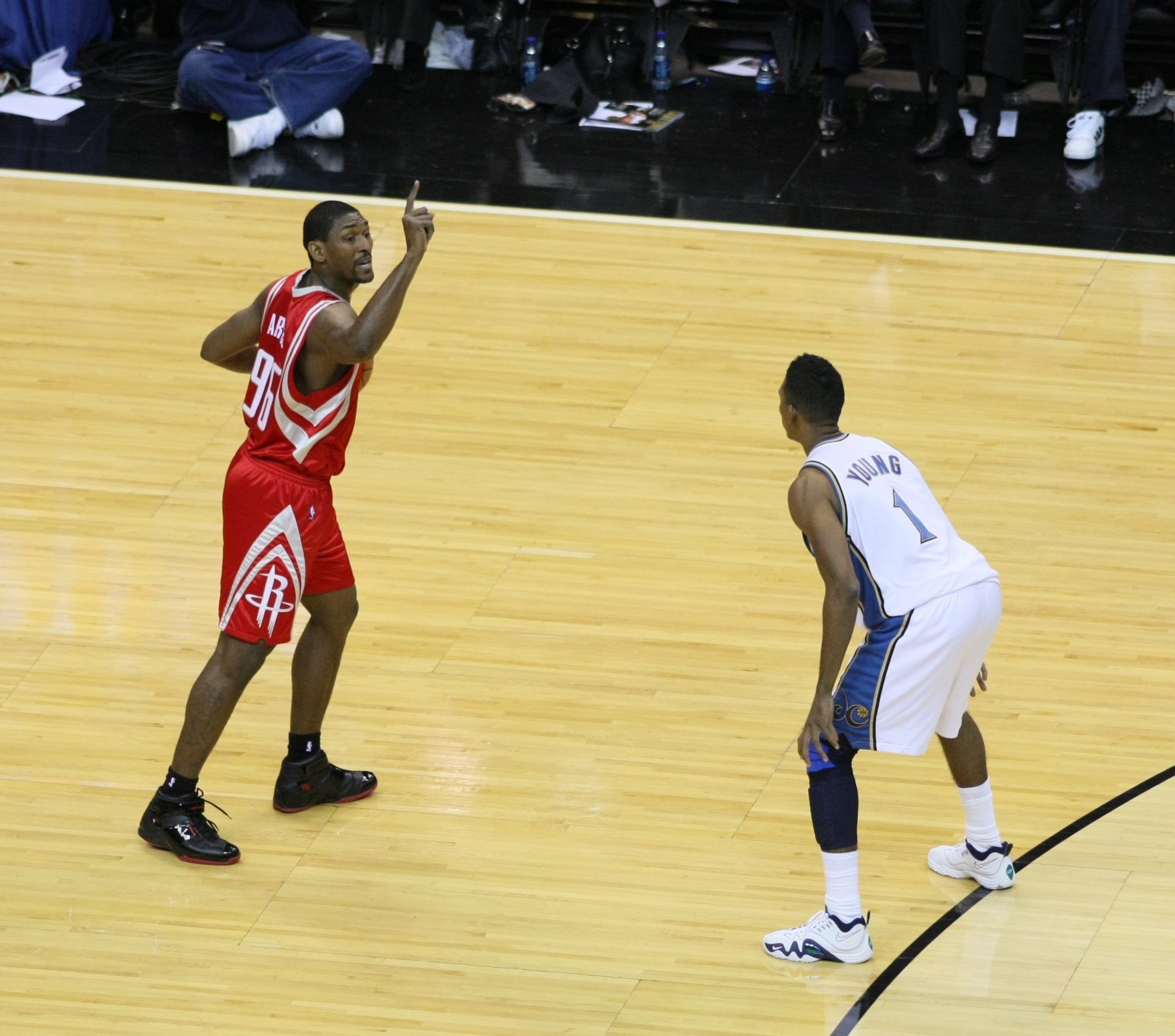
Артест в составе «Хьюстон Рокетс» в сезоне 2008/2009.

29 июля 2008 года было сообщено, что Артест вместе с Патриком Юингом-младшим и Шоном Синглтери отправляется в «Хьюстон Рокетс» в обмен на Бобби Джексона, Донте Грина, выбор в первом раунде драфта и денежную компенсацию. Только 14 августа эта сделка была осуществлена. Один из лидеров «Рокетс», китайский центровой Яо Мин, в интервью в целом положительно оценил переход, однако выразил надежду, что Артест не будет больше драться и конфликтовать с болельщиками. Сам Рон на высказывание Яо заявил, что он парень из гетто и меняться не будет.
В регулярном сезоне 2008/2009 Артест обошёлся без скандалов и провёл за «Рокетс» 69 матчей, из которых 54 в стартовой пятёрке. В новой команде он стал играть дисциплинировано, в полную силу отрабатывая в защите и нередко завершая атаки команды (в том числе бросками из-за трёхочковой линии, из которых он забросил 153, что стало лучшим показателем в карьере Рона), по итогам сезона он был включён во вторую сборную всех звёзд защиты, а в серии плей-офф взял на себя функции одного из лидеров команды вместо травмированного Трэйси Макгрэди. В полуфинальной серии Западной конференции против «Лос-Анджелес Лейкерс» Артест два раза был удалён за грубые нарушения.

### Лос-Анджелес

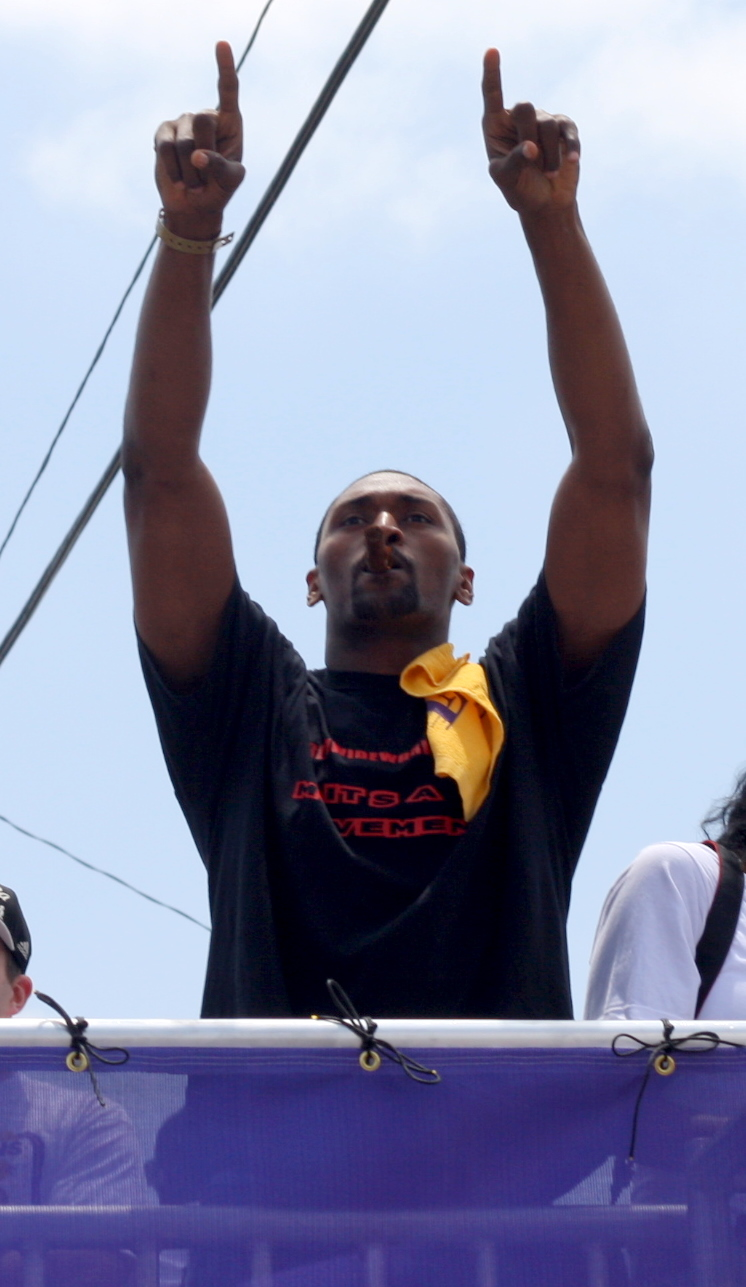
Артест празднует чемпионский титул в 2010 году

2 июля 2009 года Артест, ставший свободным агентом, согласился подписать контракт с командой «Лос-Анджелес Лейкерс». Контракт рассчитан на три года, за которые он получит 18 миллионов долларов, что меньше его предыдущей зарплаты. Изначально Рон собирался продлить свой контракт с «Хьюстон Рокетс», однако, узнав, что лидер команды, центровой Яо Мин, из-за травмы может пропустить сезон 2009/2010, решился на переход. Также контракт ему предлагали в «Кливленд Кавальерс». В своём первом сезоне в «Лейкерс» стал чемпионом НБА.
В сезоне 2010/2011 Артест выступал под номером 15, под которым играл ещё в колледже. Под этим же номером он провёл свой первый матч в НБА.
26 апреля 2011 года Рон Артест стал обладателем приза имени Дж. Уолтера Кеннеди. 9 июля 2013 «Лейкерс» списали контракт Метты Уолд Писа по правилу амнистии.

### Нью-Йорк
16 июля 2013 года Метта Ворлд Пис подписал двухлетний контракт с «Нью-Йорк Никс», но уже 24 февраля 2014 года руководство «Никс» отказалось от его услуг.

## Музыка
31 октября 2006 года Рон Артест выпустил свой первый альбом в стиле хип-хоп под названием My World. Несмотря на участие в его записи известных исполнителей рэпа, он стал коммерческим провалом — в первую неделю было продано всего 343 копии. Также им был выпущен сингл «Da Next Day».

## Статистика

### Статистика в НБА
| Сезон                                                                                    | Команда    | Регулярный сезон | Регулярный сезон | Регулярный сезон | Регулярный сезон | Регулярный сезон | Регулярный сезон | Регулярный сезон | Регулярный сезон | Регулярный сезон | Регулярный сезон | Регулярный сезон | Серия плей-офф | Серия плей-офф | Серия плей-офф | Серия плей-офф | Серия плей-офф | Серия плей-офф | Серия плей-офф | Серия плей-офф | Серия плей-офф | Серия плей-офф | Серия плей-офф |
| Сезон                                                                                    | Команда    | GP               | GS               | MPG              | FG%              | 3P%              | FT%              | RPG              | APG              | SPG              | BPG              | PPG              | GP             | GS             | MPG            | FG%            | 3P%            | FT%            | RPG            | APG            | SPG            | BPG            | PPG            |
| ---------------------------------------------------------------------------------------- | ---------- | ---------------- | ---------------- | ---------------- | ---------------- | ---------------- | ---------------- | ---------------- | ---------------- | ---------------- | ---------------- | ---------------- | -------------- | -------------- | -------------- | -------------- | -------------- | -------------- | -------------- | -------------- | -------------- | -------------- | -------------- |
| 1999/00                                                                                  | Чикаго     | 72               | 63               | 31,1             | 40,7             | 31,4             | 67,4             | 4,3              | 2,8              | 1,7              | 0,5              | 12,0             | Не участвовал  | Не участвовал  | Не участвовал  | Не участвовал  | Не участвовал  | Не участвовал  | Не участвовал  | Не участвовал  | Не участвовал  | Не участвовал  | Не участвовал  |
| 2000/01                                                                                  | Чикаго     | 76               | 74               | 31,1             | 40,1             | 29,1             | 75,0             | 3,9              | 3,0              | 2,0              | 0,6              | 11,9             | Не участвовал  | Не участвовал  | Не участвовал  | Не участвовал  | Не участвовал  | Не участвовал  | Не участвовал  | Не участвовал  | Не участвовал  | Не участвовал  | Не участвовал  |
| 2001/02                                                                                  | Чикаго     | 27               | 26               | 30,5             | 43,3             | 39,6             | 62,8             | 4,9              | 2,9              | 2,8              | 0,9              | 15,6             | Не участвовал  | Не участвовал  | Не участвовал  | Не участвовал  | Не участвовал  | Не участвовал  | Не участвовал  | Не участвовал  | Не участвовал  | Не участвовал  | Не участвовал  |
| 2001/02                                                                                  | Индиана    | 28               | 24               | 29,2             | 41,1             | 21,5             | 73,3             | 5,0              | 1,8              | 2,4              | 0,6              | 10,9             | 5              | 5              | 33,4           | 40,7           | 46,2           | 69,2           | 6,0            | 3,2            | 2,6            | 0,6            | 11,8           |
| 2002/03                                                                                  | Индиана    | 69               | 67               | 33,6             | 42,8             | 33,6             | 73,6             | 5,2              | 2,9              | 2,3              | 0,7              | 15,5             | 6              | 6              | 42,0           | 38,9           | 38,7           | 80,0           | 5,8            | 2,2            | 2,5            | 1,0            | 19,0           |
| 2003/04                                                                                  | Индиана    | 73               | 71               | 37,2             | 42,1             | 31,0             | 73,3             | 5,3              | 3,7              | 2,1              | 0,7              | 18,3             | 15             | 15             | 38,9           | 37,8           | 28,8           | 71,8           | 6,5            | 3,2            | 1,4            | 1,1            | 18,4           |
| 2004/05                                                                                  | Индиана    | 7                | 7                | 41,6             | 49,6             | 41,2             | 92,2             | 6,4              | 3,1              | 1,7              | 0,9              | 24,6             | Не участвовал  | Не участвовал  | Не участвовал  | Не участвовал  | Не участвовал  | Не участвовал  | Не участвовал  | Не участвовал  | Не участвовал  | Не участвовал  | Не участвовал  |
| 2005/06                                                                                  | Индиана    | 16               | 16               | 37,7             | 46,0             | 33,3             | 61,2             | 4,9              | 2,2              | 2,6              | 0,7              | 19,4             | Не участвовал  | Не участвовал  | Не участвовал  | Не участвовал  | Не участвовал  | Не участвовал  | Не участвовал  | Не участвовал  | Не участвовал  | Не участвовал  | Не участвовал  |
| 2005/06                                                                                  | Сакраменто | 40               | 40               | 40,1             | 38,3             | 30,2             | 71,7             | 5,2              | 4,2              | 2,0              | 0,8              | 16,9             | 5              | 5              | 39,6           | 38,3           | 33,3           | 69,6           | 5,0            | 3,0            | 1,6            | 0,8            | 17,4           |
| 2006/07                                                                                  | Сакраменто | 70               | 65               | 37,7             | 44,0             | 35,8             | 74,0             | 6,5              | 3,4              | 2,1              | 0,6              | 18,8             | Не участвовал  | Не участвовал  | Не участвовал  | Не участвовал  | Не участвовал  | Не участвовал  | Не участвовал  | Не участвовал  | Не участвовал  | Не участвовал  | Не участвовал  |
| 2007/08                                                                                  | Сакраменто | 57               | 54               | 38,1             | 45,3             | 38,0             | 71,9             | 5,8              | 3,5              | 2,3              | 0,7              | 20,5             | Не участвовал  | Не участвовал  | Не участвовал  | Не участвовал  | Не участвовал  | Не участвовал  | Не участвовал  | Не участвовал  | Не участвовал  | Не участвовал  | Не участвовал  |
| 2008/09                                                                                  | Хьюстон    | 69               | 55               | 35,5             | 40,1             | 39,9             | 74,8             | 5,2              | 3,3              | 1,5              | 0,3              | 17,1             | 13             | 13             | 37,5           | 39,4           | 27,7           | 71,4           | 4,3            | 4,2            | 1,1            | 0,2            | 15,6           |
| 2009/10                                                                                  | Лейкерс    | 77               | 77               | 33,8             | 41,4             | 35,5             | 68,8             | 4,3              | 3,0              | 1,4              | 0,3              | 11,0             | 23             | 23             | 36,5           | 39,8           | 29,1           | 57,9           | 4,0            | 2,1            | 1,5            | 0,5            | 11,2           |
| 2010/11                                                                                  | Лейкерс    | 82               | 82               | 29,4             | 39,7             | 35,6             | 67,6             | 3,3              | 2,1              | 1,5              | 0,4              | 8,5              | 9              | 9              | 31,9           | 44,3           | 32,1           | 76,2           | 4,6            | 2,2            | 1,1            | 0,8            | 10,6           |
| 2011/12                                                                                  | Лейкерс    | 64               | 45               | 26,9             | 39,4             | 29,6             | 61,7             | 3,4              | 2,2              | 1,1              | 0,4              | 7,7              | 6              | 6              | 39,3           | 36,7           | 38,9           | 75,0           | 3,5            | 2,3            | 2,2            | 0,7            | 11,7           |
| 2012/13                                                                                  | Лейкерс    | 75               | 66               | 33,7             | 40,3             | 34,2             | 73,4             | 5,0              | 1,5              | 1,6              | 0,6              | 12,4             | 3              | 3              | 28,2           | 25,0           | 14,3           | 100,0          | 3,7            | 1,7            | 0,7            | 0,3            | 6,0            |
| 2013/14                                                                                  | Нью-Йорк   | 29               | 1                | 13,4             | 39,7             | 31,5             | 62,5             | 2,0              | 0,6              | 0,8              | 0,3              | 4,8              | Не участвовал  | Не участвовал  | Не участвовал  | Не участвовал  | Не участвовал  | Не участвовал  | Не участвовал  | Не участвовал  | Не участвовал  | Не участвовал  | Не участвовал  |
| 2015/16                                                                                  | Лейкерс    | 35               | 5                | 16,9             | 31,1             | 31,0             | 70,2             | 2,5              | 0,8              | 0,6              | 0,3              | 5,0              | Не участвовал  | Не участвовал  | Не участвовал  | Не участвовал  | Не участвовал  | Не участвовал  | Не участвовал  | Не участвовал  | Не участвовал  | Не участвовал  | Не участвовал  |
| 2016/17                                                                                  | Лейкерс    | 25               | 2                | 6,4              | 27,9             | 23,7             | 62,5             | 0,8              | 0,4              | 0,4              | 0,1              | 2,3              | Не участвовал  | Не участвовал  | Не участвовал  | Не участвовал  | Не участвовал  | Не участвовал  | Не участвовал  | Не участвовал  | Не участвовал  | Не участвовал  | Не участвовал  |
|                                                                                          | Всего      | 991              | 840              | 31,7             | 41,4             | 33,9             | 71,5             | 4,5              | 2,7              | 1,7              | 0,5              | 13,2             | 85             | 85             | 36,9           | 38,9           | 30,8           | 71,4           | 4,8            | 2,8            | 1,5            | 0,7            | 13,9           |
| Наведите курсор мыши на аббревиатуры в заголовке таблицы, чтобы прочесть их расшифровку. |            |                  |                  |                  |                  |                  |                  |                  |                  |                  |                  |                  |                |                |                |                |                |                |                |                |                |                |                |